# New Market (Tennessee)
New Market es un pueblo ubicado en el condado de Jefferson en el estado estadounidense de Tennessee. En el Censo de 2010 tenía una población de 1.334 habitantes y una densidad poblacional de 125,08 personas por km².

## Geografía
New Market se encuentra ubicado en las coordenadas 36°5′43″N 83°33′25″O / 36.09528, -83.55694. Según la Oficina del Censo de los Estados Unidos, New Market tiene una superficie total de 10.67 km², de la cual 10.67 km² corresponden a tierra firme y (0%) 0 km² es agua.

## Demografía
Según el censo de 2010, había 1.334 personas residiendo en New Market. La densidad de población era de 125,08 hab./km². De los 1.334 habitantes, New Market estaba compuesto por el 92.73% blancos, el 3.52% eran afroamericanos, el 0% eran amerindios, el 0.15% eran asiáticos, el 0.07% eran isleños del Pacífico, el 1.87% eran de otras razas y el 1.65% pertenecían a dos o más razas. Del total de la población el 3.67% eran hispanos o latinos de cualquier raza.